# Deephaven (Minnesota)

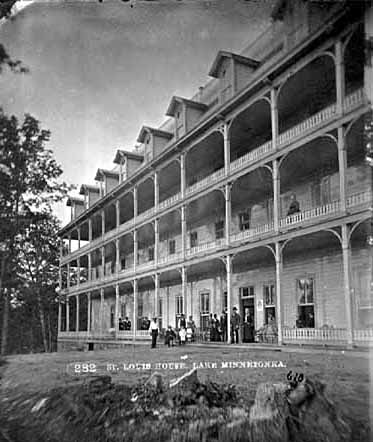
Hôtel Saint Louis vers 1885

Deephaven est une ville américaine située dans le Comté de Hennepin, dans le Minnesota. Selon le recensement de 2010, sa population est de 3 642 habitants.